# Dheevara
"Dheevara"는 2015년 인도의 영화 《바후발리: 더 비기닝》의 노래다. 램야 베하라와 디푸(Deepu)가 불렀다. M. M. 키라바니(M. M. Keeravani)가 작곡했고, Ramajogayya Sastry가 작사했다. 영상에는 바후발리 역의 프라바스와 아반티카 역의 타마나 바티아가 출연했다.